# Shivani Ghai
Shivani Ghai (Newcastle upon Tyne, 25 aprile 1975) è un'attrice britannica di origini indiane.

## Biografia
Cresciuta tra Europa, India e Canada, parla hindi ed inglese; ha partecipato alla quinta stagione del telefilm italiano Un medico in famiglia, nel ruolo della dottoressa omeopata Sarita Dhavi. Ha studiato ed imparato la lingua italiana. Ha vissuto a Roma durante i mesi delle riprese della fiction. Ora vive a Londra.
Dal 2014 al 2015 è stata co-protagonista del telefilm statunitense Dominion in entrambe le stagioni.

## Filmografia

### Cinema
- Day of the Sirens, regia di Ray Brady (2002)
- Matrimoni e pregiudizi, regia di Gurinder Chadha (2004)
- Red Mercury, regia di Roy Battersby (2005)
- Goal!, regia di Danny Cannon (2005)
- Road, regia di Gurchetan Singh (2007)
- Il cacciatore di ex (The Bounty Hunter), regia di Sunandan Walia e Yugesh Walia (2010)
- Rojin, regia di Chiman Rahimi (2010)
- Everywhere and Nowhere, regia di Menhaj Huda (2011)
- Spirit, regia di Parv Bancil (2011)
- Cleanskin, regia di Hadi Hajaig (2012)
- Fireflies, regia di Sabal Singh Shekhawat (2013)
- London Life, regia di Naveen Medaram (2016)
- Attacco al potere 2 (London Has Fallen), regia di Babak Najafi (2016)

### Televisione
- Doctors – serial TV, 1 puntata (2001)
- Metropolitan Police – serie TV, episodio 18x18 (2002)
- Adventure Inc. – serie TV, episodio 1x18 (2003)
- My Hero – serie TV, episodio 5x04 (2005)
- Sinchronicity – miniserie TV, 2 puntate (2006)
- Un medico in famiglia 5 – serie TV, 26 episodi (2007)
- Casa Saddam (House of Saddam) – miniserie TV, 2 puntate (2008)
- Five Days – serie TV, 5 episodi (2010)
- Identity – miniserie TV, 1 puntata (2010)
- EastEnders – serial TV, 25 puntate (2012-2013)
- La Bibbia (The Bible) – miniserie TV, 1 puntata (2013)
- Ambassadors – miniserie TV, 3 puntate (2013)
- Dominion – serie TV, 19 episodi (2014-2015)
- The Catch – serie TV, 7 episodi (2016-2017)
- Strike Back – serie TV, episodi 7x03-7x04 (2019)

## Doppiatrici italiane
Nelle versioni in italiano dei suoi film, Shivani Ghai è stata doppiata da:
- Nunzia Di Somma in The Catch
- Roberta Pellini in Dominion
- Daniela Abbruzzese in Cleanskin